# Aardbeving Salomonseilanden januari 2010
De aardbeving bij de Salomonseilanden op 3 januari 2010 vond plaats om 22:36:28 UTC. Het epicentrum lag op ongeveer 95 kilometer ten zuidoosten van Gizo, de hoofdstad van de provincie Western, en 295 kilometer ten noordwesten van nationale hoofdstad Honiara. De kracht bedroeg 7,1 op de schaal van Richter. Het hypocentrum lag op een diepte van 25 kilometer. Ten gevolge van de aardbeving en de daaropvolgende tsunami werden ongeveer 1000 mensen dakloos.

## Voor- en naschokken
| Datum          | Tijd (UTC) | Omschrijving                   | Coördinaten                    | Diepte  | Schaal van Richter | Ref.  |
| -------------- | ---------- | ------------------------------ | ------------------------------ | ------- | ------------------ | ----- |
| 3 januari 2010 | 21:48:05   | 100 km ten zuidoosten van Gizo | 8° 43' 55" ZB, 157° 29' 46" OL | 26 km   | 6,6                | [ 3 ] |
| 5 januari 2010 | 12:15:32   | 130 km ten zuidoosten van Gizo | 9° 3' 22" ZB, 157° 35' 6" OL   | 18,7 km | 6,8                | [ 4 ] |

Januari: Salomonseilanden (3 januari) · Californië (10 januari) · Haïti (12 januari) -
Februari: Bougainville (1 februari) · Riukiu-eilanden (26 februari) · Chili (27 februari) -
Maart: Taiwan (4 maart) · Sumatra (5 maart) · Turkije (8 maart) · Chili (11 maart) · Japan (14 maart) · Obi-eilanden (14 maart) -
Mei: Sumatra (9 mei) · Vanuatu (27 mei) -
Juni: Papoea (16 juni) -
Oktober: Sumatra (25 oktober)